# شلال جكان
شلال جكان الطبيعي هو أحد الشلالات في جمهورية إيران والذي يُعَد من الشلالات الطبيعية جنوب شرق مقاطعة لريستان على سفوح جبال زاغروس في مدينة أليجودرز. يبلغ ارتفاع الشلال 30 متراً وعرض سطح نزوله 4 أمتار، يخرج ماء الشلال من عمق مغارة تطل على الأراضي الزراعية المحيطة متدفقةً ليصل طول اندفاعها إلى عشرات الأمتار. وعندما تمرُّ فترة أواخر فصل الخريف على هذا الشلال تجف فيه المياه ولكن ما إن يطل فصل الربيع حتى يبدأ تدفق الماء ويصعد في الأجواء لتعود الحياة إليه من جديد حيث تسقط مياه الشلال من داخل الكهف الذي يطل على الأراضي الزراعية، والتي تنفجر مياهه عشرات الأمتار نازلةً للأسفل.

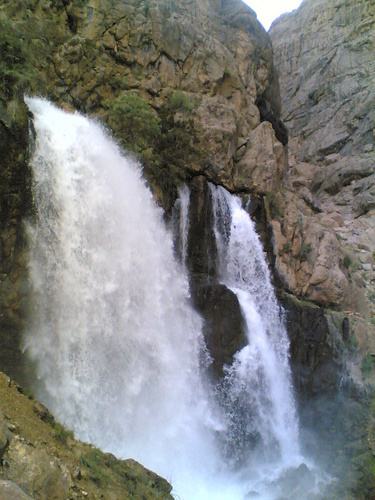
شلال جكان في إيران والذي يطل على سفوح جبال زاغروس

## الموقع الجغرافي للشلال
يقع هذا الشلال الطبيعي جنوب غرب مدينة (أليجودرز) في منطقة زوزوماهرو على سفح مرتفعات تشرف على وادي (جكان) على بعد 141 كيلومتراً من مدينة (خرم آباد).

## الحياة البرية في منطقة الشلال
▪ النباتات بأنواعها: أشجار الجوز، الكرز، الكمثرى، الصفصاف والبلوط والزعرور ونبات تشينار وغيرها.
▪ الحيوانات البرية: ان الحياة البرية في منطقة الشلال هي غنية وواسعة هناك وتوجد مجموعة متعددة منها على سبيل المثال الدببة، النمور، وغريغ العسل المشهور وغرزاس والذئاب والخنازير البرية وغيرها الكثير.

## طالع ايضاً
| - شلالات إيران - شلال بيران - شلال بيشه - شلال لاتون - شلالات مارغون | - شلال نوجيان - شلالات أخلمد - شلالات شاهاندشت - شلالات شيرآباد | - شلالات الدم - شلالات نياجارا - شلالات آنجل - شلالات إجوازو |